# Magnet (zenész)
Magnet (születési nevén Even Johansen) (Bergen, 1970. június 7.  –) norvég énekes és zeneszerző. Egyaránt játszik folk, pop és elektronikus zenét. Johansen eddig öt nagylemezt és egy soundtrack albumot adott ki.

## Diszkográfia
- Quiet and Still (2000. október 10.)
- On Your Side (2003. június 23.)
- The Tourniquet (2005. május 30.)
- Dreamfall: The Longest Journey (2006. augusztus 5.)
- The Simple Life (2007. március 26.)
- Ferrofluid (2011)